# Labor Spiez

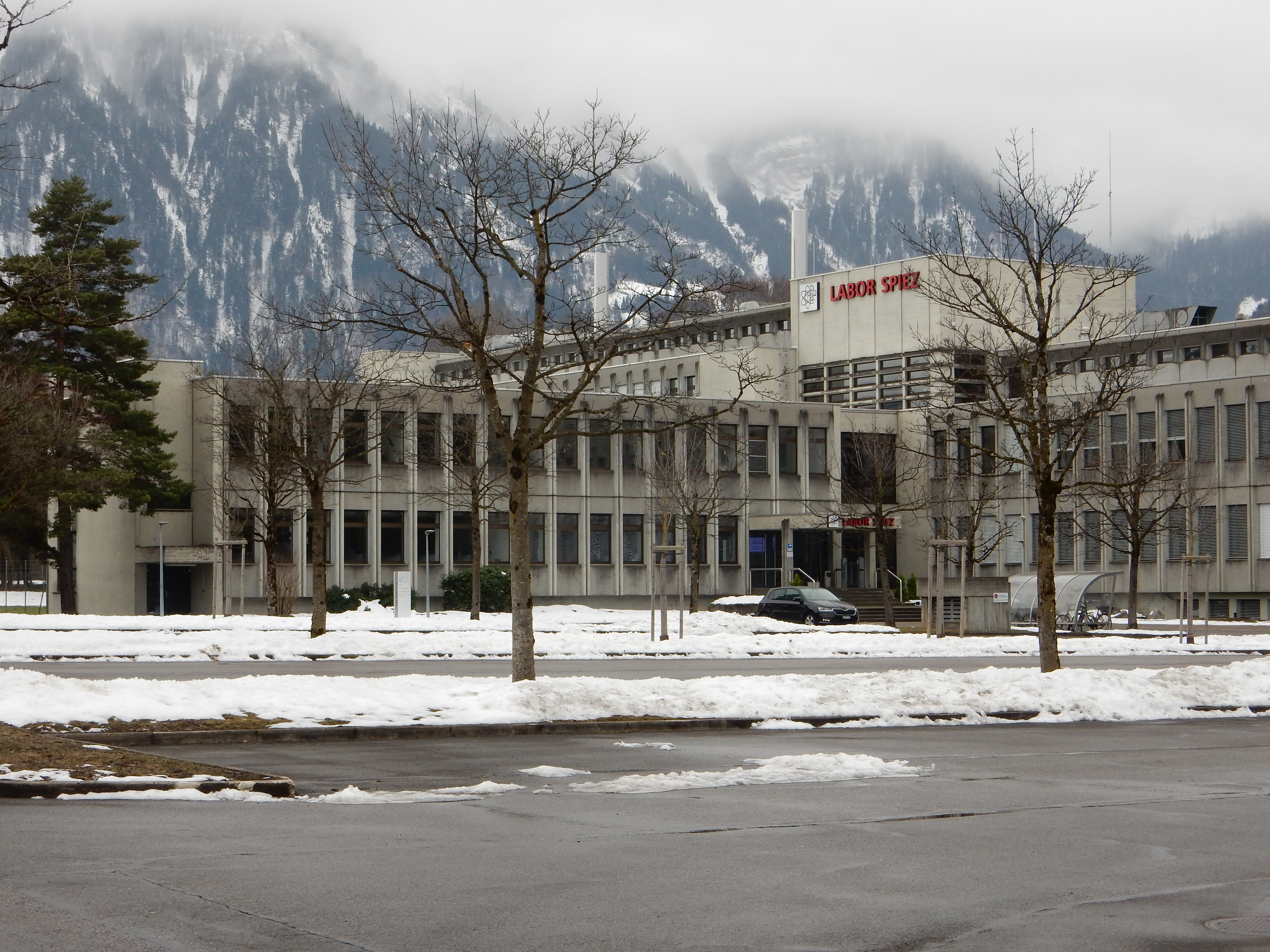
Das Labor Spiez

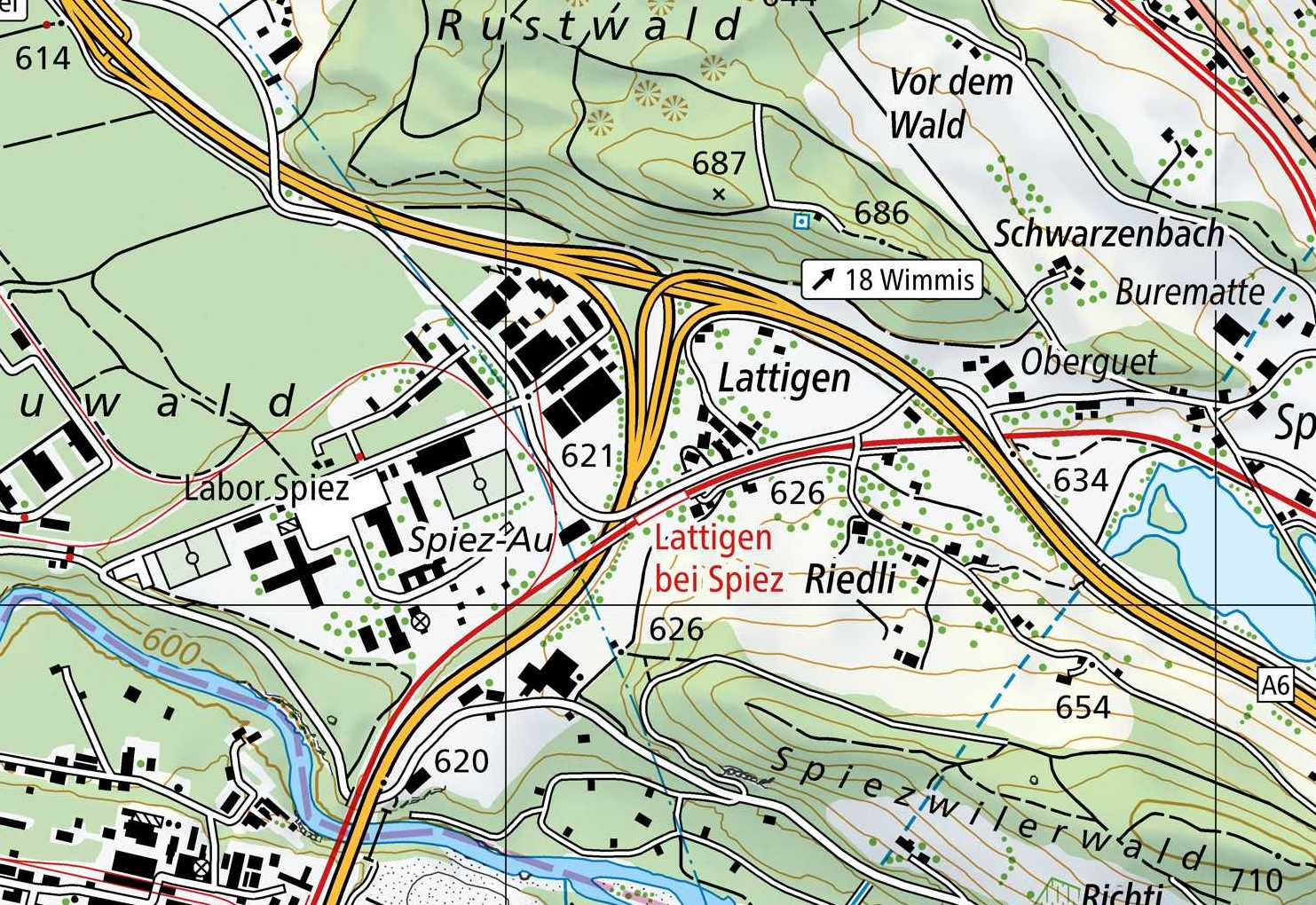
Das Labor Spiez ist in der Karte von Swisstopo mit Namen eingetragen.

Das Labor Spiez (französisch Laboratoire Spiez, italienisch Laboratorio Spiez, englisch Spiez Laboratory) ist die schweizerische Fachstelle für den Schutz der Bevölkerung vor atomaren, biologischen und chemischen Bedrohungen und Gefahren. Es ist dem Bundesamt für Bevölkerungsschutz im Eidgenössischen Departement für Verteidigung, Bevölkerungsschutz und Sport (VBS) unterstellt und hat seinen Sitz in Spiez.

## Bereiche
Das Labor Spiez ist in folgende Bereiche unterteilt:
| Bereiche                              | Dienstleistungen |
| ------------------------------------- | --- |
| ABC-Schutz                            | - Erarbeiten von Grundlagen der ABC-Schutzmaterialien. - Betrieb von akkreditierten Prüfstellen für die Zulassung und Überwachung von ABC-Schutzmaterialien. |
| Biologie                              | - Nachweis von biologischen Kampfstoffen. - Unterstützung der militärischen B-Schutz-Formationen. |
| Chemie                                | - Analyse von Proben aller Art auf C-Kampfstoffe und verwandte Verbindungen (akkreditiertes Vertrauenslabor der OPCW). - Evaluation von Nachweis- und Entgiftungsmitteln für chemische Kampfstoffe. - Herstellung von chemischen Kampfstoffen als Referenzsubstanzen. |
| Physik                                | - Messen von Radioaktivität (On- and Off-site Analytik). - Untersuchungen von Schwermetallbelastungen im Boden. - Nuklear Forensische Ermittlung von Radioaktivitätsgehalten in Probenmaterial.                                                                       |
| Rüstungskontrolle                     | - Fachliche Beratung der Schweiz bei internationalen Verhandlungen für Abrüstung und Rüstungskontrolle. |
| Wissenschaftliches Sekretariat KomABC | - Wissenschaftliche Betreuung und Geschäftsführung der Eidgenössische Kommission für ABC-Schutz (KomABC). - Erarbeitung von Grundlagen zum Nationalen ABC-Schutz und Stellungnahmen für die KomABC.                                                                   |
| Information                           | - Information der Behörden und Bevölkerung über ABC-Gefahren und Schutzmassnahmen. |

## Internationale Aktivitäten
Das Labor Spiez ist ein internationales anerkanntes Kompetenzzentrum und arbeitet mit den Vereinten Nationen (UNO), der Organisation für das Verbot chemischer Waffen (OPCW), dem Umweltprogramm der Vereinten Nationen (UNEP), der Internationalen Atomenergie-Organisation (IAEO) und der Welthandelsorganisation (WTO) zusammen. Auch leistet das Labor Spiez verschiedene Beiträge im NATO-Programm «Partnerschaft für den Frieden».
International bekannt geworden ist das Labor Spiez durch seine Beteiligung an Untersuchungen zu den mutmasslichen Giftgasangriffen in Syrien und zum Giftanschlag auf Sergei Skripal.
Das Labor Spiez wurde im Mai 2006 am «Nineteenth Official OPCW Proficiency Test» unter den 13 teilnehmenden Labors von der OPCW als einziges Labor weltweit mit der Maximalnote ausgezeichnet.

## Hackerangriffe
Im Frühjahr 2018 gab es vergebliche Versuche, ein Trojanisches Pferd in der Behörde zu installieren. Die Angreifer verfügten laut Angabe des russischen IT-Sicherheitsunternehmens Kaspersky Lab über russische Sprachkenntnisse. Einige Wochen später wurden in einer Abwehroperation mehrerer europäischer Nachrichtendienste zwei russische Staatsbürger verhaftet, denen vorgeworfen wird, dass sie mit Spionageausrüstung in das Behördennetzwerk eindringen wollten.